# إفيكان كاراكا
إفيكان كاراكا (بالتركية: Efecan Karaca) (16 نوفمبر 1989 بالفاتح في تركيا - ) هو لاعب كرة قدم تركي في مركز الوسط. لعب مع أضنة دمير سبور وأضنة سبور وغازي عنتاب بي.بي.كي وغلطة سراي وKartal S.K. ‏ وSarıyer S.K. ‏ ونادي غلطة سراي ‏.

## روابط خارجية
- إفيكان كاراكا على موقع الاتحاد الأوربي (الإنجليزية)
- إفيكان كاراكا على موقع اتحاد تركيا (لاعب) (الإنجليزية)
- إفيكان كاراكا على موقع قاعدة بيانات كرة القدم.إي يو (الإنجليزية)
- إفيكان كاراكا على موقع ناشيونال فوتبول تيمز (الإنجليزية)
- إفيكان كاراكا على موقع Soccerway.com (الإنجليزية)
- إفيكان كاراكا على موقع عالم كرة القدم.نت (الإنجليزية)